# Либертарий

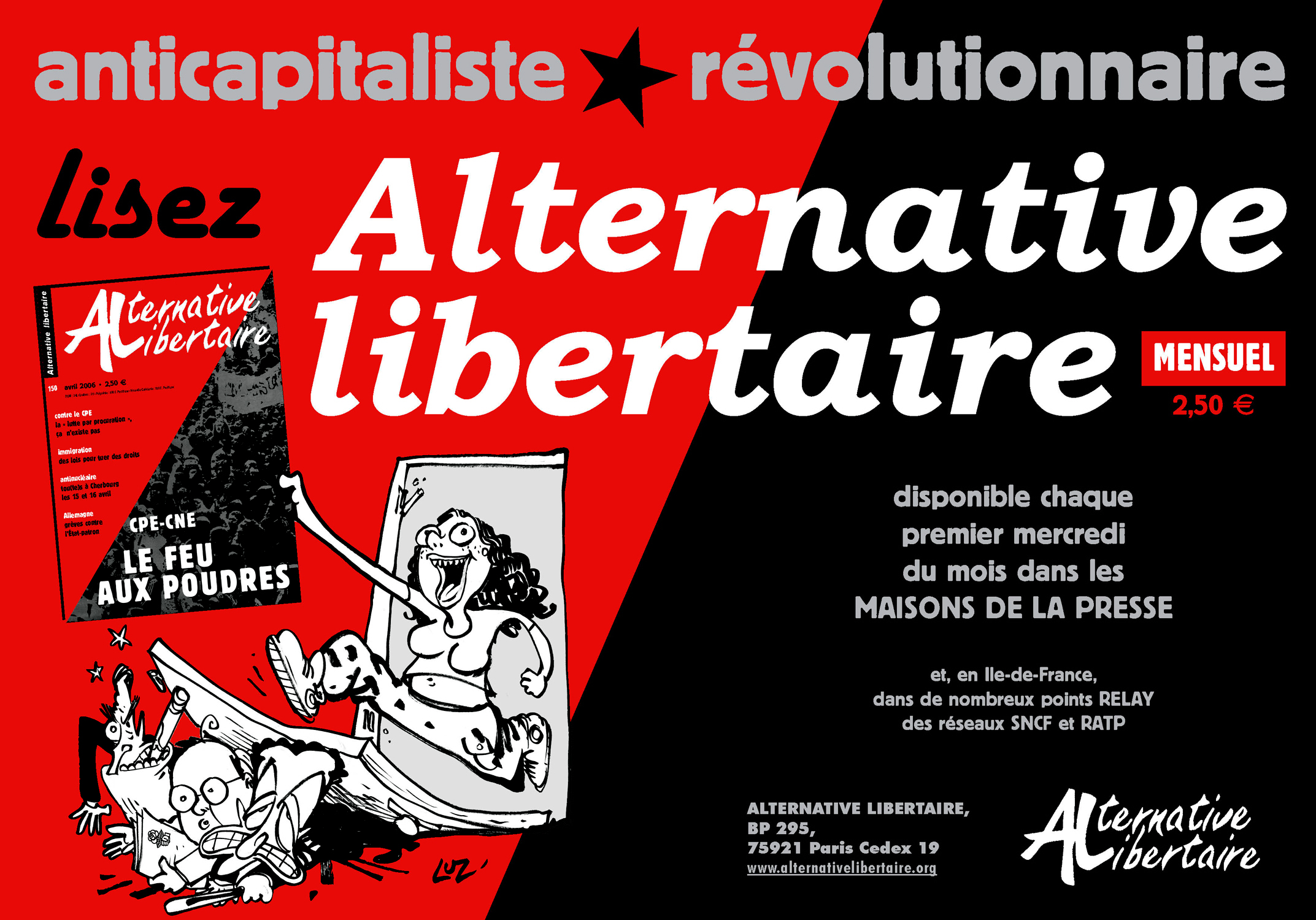
Рекламный плакат ежемесячного либертарного издания «Альтернативная свобода».

Либерта́рий (фр. la libertaire) — человек, выступающий за свободу, основанную на отсутствии власти человека над человеком в социальной структуре. Либертарии отвергают любые институты, работающие по вышеуказанному принципу власти, в том числе и государство.
В этом смысле термин «либертарии» часто является синонимом «анархистов», — движения и политической философии, развивавшихся с XIX века, основанных на ряде теорий и практик антиавторитаризма и самоуправления.
Этот неологизм был создан Жозефом Дежаком в 1857 году, чтобы показать эгалитарный и социальный характер необходимости новорожденного анархизма.
По отношению к либертариям и их теоретическим работам используется прилагательное «либертарный», а сама их политическая философия называется либертаризмом.

## Концепция
Либертарная цель, которую ставят перед собой анархисты, — это создание общества без доминации и без эксплуатации, где индивидуальные производители свободно кооперируются в рамках динамики самоуправления, федерализма и политической свободы, прямо-демократически направленной и организованной вокруг императивного мандата.
Анархизм иногда используется пренебрежительно, как синоним социального беспорядка и аномии, но иногда, как практическая цель, которую нужно достичь в рамках идеологии. Так и есть в случае либертариев.
Для последних анархия — это не просто социальный беспорядок, но напротив — социальное устройство, в частности, благодаря антикапиталистическому коллективизму, который, вопреки идее частной собственности, предлагает идею индивидуальной собственности, которая не гарантирует никакого права собственности, относительно накопления неиспользуемых благ. Анархия организована таким образом: порядок, лишенный власти.
Как поясняет писатель Хем Дэй: " Никогда не будет сказано достаточно, что анархизм — это порядок без правительства, это мир без насилия. Это обратная сторона всего того, в чём его упрекают, движимые либо невежественностью, либо недобросовенностью ".

## История

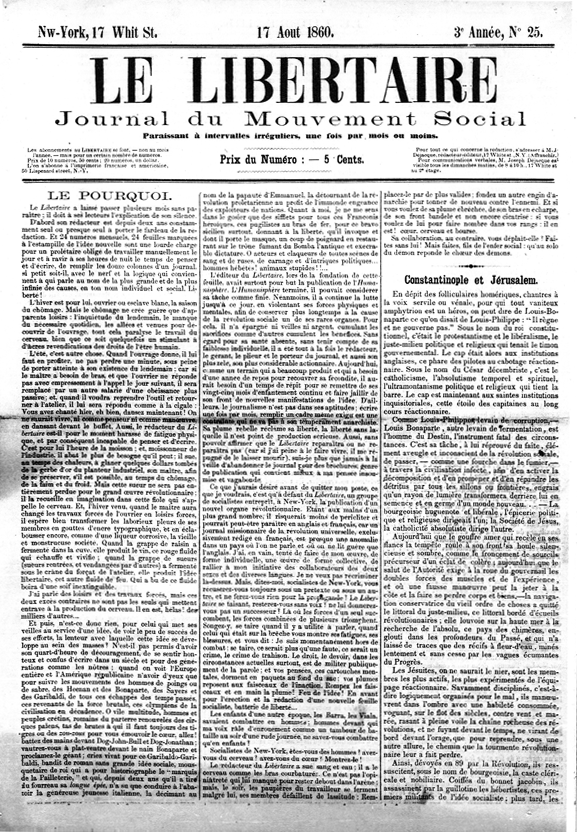
Le Libertaire, журнал общественного движения. Нью-Йорк, 17 августа 1860.

Термин «либертарный» был введен Жозефом Дежаком, активистом и писателем-анархистом, как противоположность «либеральному». Этот неологизм построен на модели, распространенной социалистами-утопистами, использовавшими термин «пролетарский» (эгалитарный, братский), появившийся в письме отправленном Пьеру-Жозефу Прудону, «О бытие человеческом: мужском и женском» опубликованном в Новом Орлеане в мае 1857. Жозеф Дежак осуждает мизогинию Прудона и обвиняет его в том, что он «анархист-центрист, либерал и не либертарий». Несмотря на свой консерватизм, касательно учений о нравах, Дежак восхваляет равенством полов и сексуальной свободой в обществе, свободном от эксплуатации и власти.
Жозеф Дежак употребляет этот термин как заглавие к газете, которую он издавал в Нью-Йорке с июня 1858 до февраля 1861, «Либертарий, Газета об общественном движении». Заглавие появлялось в других последующих публикациях. Только в конце 20-го века антиавторитарные социалисты приняли этот термин, для описания теорий и практик анархизма.
Этот термин неоднократно встречается в «Судебной системе…» Прудона. Это делает его почти синонимом индивидуализма.

## Либертарные движения
В 1928 году Себастьян Фор предлагает объединить в синтетическом анархизме четыре больших либертарных течения:
- либертарный индивидуализм, который настаивает на индивидуальной автономии без какой-либо власти;
- либертарный социализм, который предлагает коллективное эгалитарное управление обществом, сформулированный Михаилом Бакуниным, желавшим немедленно установить общество без государства и без капитализма путем кровавой революции, которая не приведет, как считал Маркс, к диктатуре пролетариата.
- либертарный коммунизм, который от афоризма «от каждого по способностям, каждому по потребностям», созданный Луи Бланом, который хочет уйти экономически от потребностей людей, чтобы затем произвести необходимое для нуждающихся.
- анархо-синдикализм, который предлагает метод синдикализма, как вид борьбы и организации общества.

В 2008 году, Мишель Рагон, в своем «Словаре анархии», определяет пять течений либертарной мысли:
- самый древний, прудонизм, предлагает новое экономическое общество через систему совместного страхования и кооператива.
- либертарный социализм, в основном теоретизированный Михаилом Бакуниным, который, вместе с либертарными коммунистами и либертарными коллективистами, выступает за создание эгалитарного общества, основанного на самоуправлении и федерализме.
- анархо-синдикализм сближается с марксизмом, предполагая, что либертарная революция должна быть совершена рабочим классом, объявив всеобщую забастовку.
- индивидуалистический анархизм (Макс Штирнер, Генри Торо, Эмиль Арман), который не верит в революционную способность масс, выступает за отступление от себя и абсолютное опровержение закона и правительства.
- христианский анархизм (Лев Толстой), который является прежде всего эгалитарным, пацифистским и ненасильственным.

## Либертарий и/или анархист

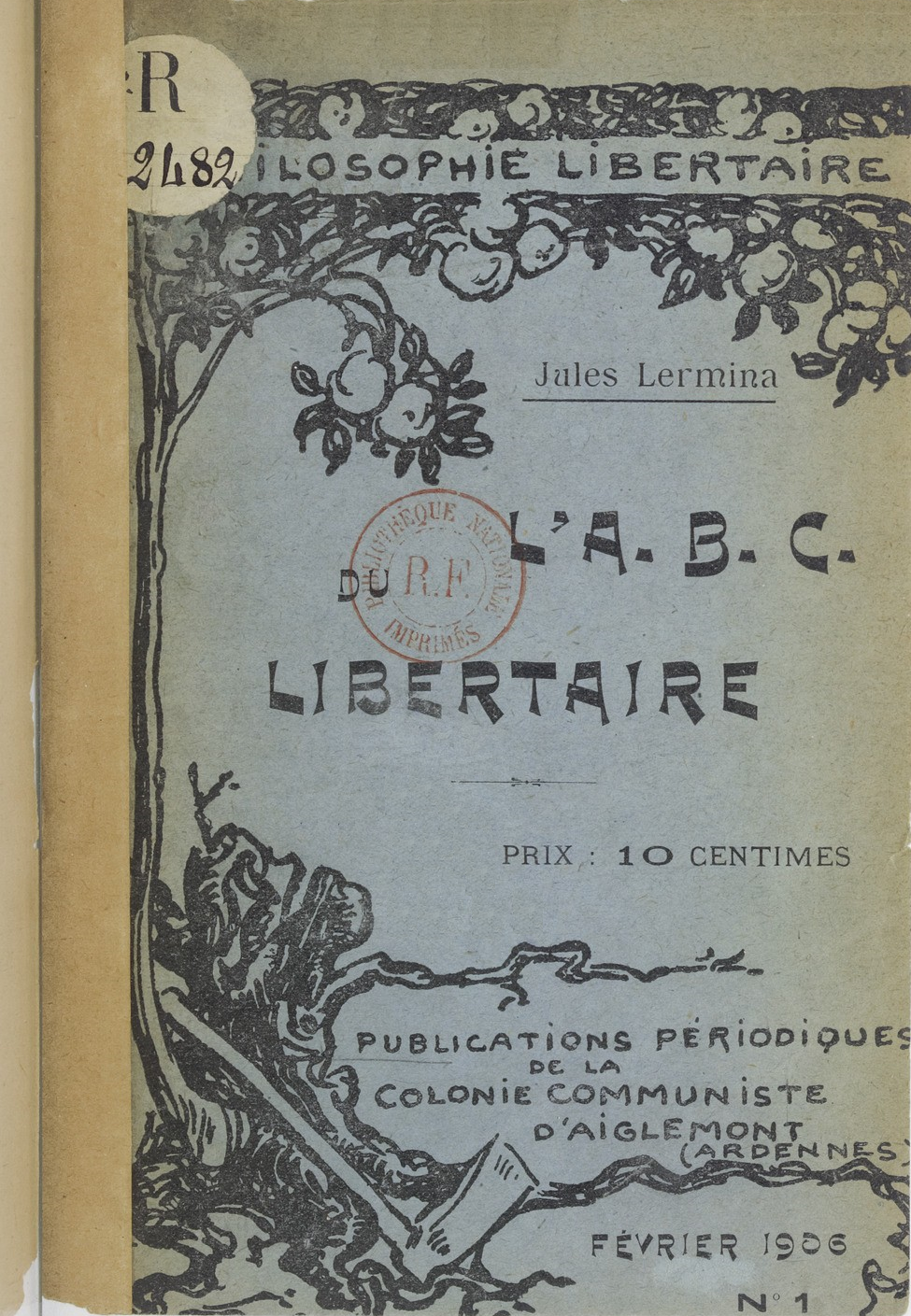
Джулс Лермин, Азбука либертария, либертарное сообщество Эссе в Эглемон, 1906.

Во Франции, в соответствии с чрезвычайными законами, принятыми 11 и 15 декабря 1893 года и 28 июля 1894 года, запрещающими любую пропаганду, анархисты берут слово «либертарные», для того, чтобы иметь возможность самоопределяться и преследовать свои цели, в частности издательские. Таким образом, в декабре 1893 года «Анархистский журнал» стал «Либертарным журналом». Эти законы будут сняты лишь в 1992 году.
В течение многих десятилетий оба термина используются как почти взаимозаменяемые синонимы. Таким образом, во время Испанской социальной революции 1936 года, говорят как о Федерации Иберийских анархистов, так и о Федерации Ювенантских либертариев: революционных движениях того времени.

## Появление либертарной идентичности
По словам Симона Лака, в своей докторской диссертации по политологии: "впоследствии, с появлением новых протестных движений во второй половине XX века, термин «анархист» и «либертарий» всё чаще стали использоваться различая их друг от друга: «анархист», как и прежде, использовался для характеристики сторонников упразднения государства, капитализма и религии, в то время как «либертарий», стал применяться ко всем альтернативным, антиавторитарным экспериментам активистов. Но это было более семантическое различие, чем идеологическое и практическое, поскольку все течения были связаны основными ценностями, такими как равенство, автономия, поощрение самовыражения или оспаривание функционирования демократии.
Май 68-го года знаменует собой поворотный момент, в частности, определяющую роль движения 22 марта, в начале событий. С ситуационистской критикой общества спектакля либертарное течение переживает ползучую культурную революцию, которая позволяет ему обновиться и испытать беспрецедентное расширение.
в 1970-х годах, волна новых общественных движений во Франции присваивает либертарный термин, удаляясь от анархистской идентичности, которая впредь считается «сектантской» или «устаревшей». (см. Анархизм без прилагательных). «Отвержение власти, акцент на индивидуализме, особенно побуждают либертариев проявить антидогматизм». Часть не коммунистических левых становится либертарной, не переставая быть экономически антилиберальной.
Таким образом, понятие либертарного движения вышло за рамки понятия анархистского движения. В этом контексте появляются новые СМИ, такие как «Actuel», или газета «Liberation» и новые фигуры интеллектуалов либертариев, такие как Жак Эллюл, Мишель Онфрей, Дэниел Колсон, Норман Бэйларжон, Рувен Ожиен, Мигель Бенасаяг и другие.
Мишель Онфрей писал, в 2012, в «Либертарном порядке, Философской жизни Альберта Камю»: «Слова и дела часто мешают „анархистам“, преданным своему катехизису, стремящиеся к православию, найти истину, зажечь костры и расстаться с либертариями, которые отстаивают свою свободу в том числе и среди тех, кто хочет расширить свободу свою! Поэтому либертарии являются анархистами анархии».
В 2014 году Филипп Коркофф определяет «либертарность» в антиэтатистском и антикапиталистическом смысле Бакунина, в духе Прудона, с продвижением кооператива автономных индивидуумов. В 2015-м тот же автор призывает «переосмыслить либертарность, прагматичное и интернационалистическое, реинтегрируя общество в социальное, расширенное до разнообразия неравенства и дискриминации, демократически создав политику из ничего». В 2016 году он уточнил: «Сегодня либертарная чувствительность возвращается, рассеянно, в разнообразии социальных движений, альтернативных мест и индивидуальной оппозиции, в то же время идет маргинализация анархистских организаций».
В марте 2015 министр финансов Греции Янис Варуфакис объявляет себя либертарным марксистом.

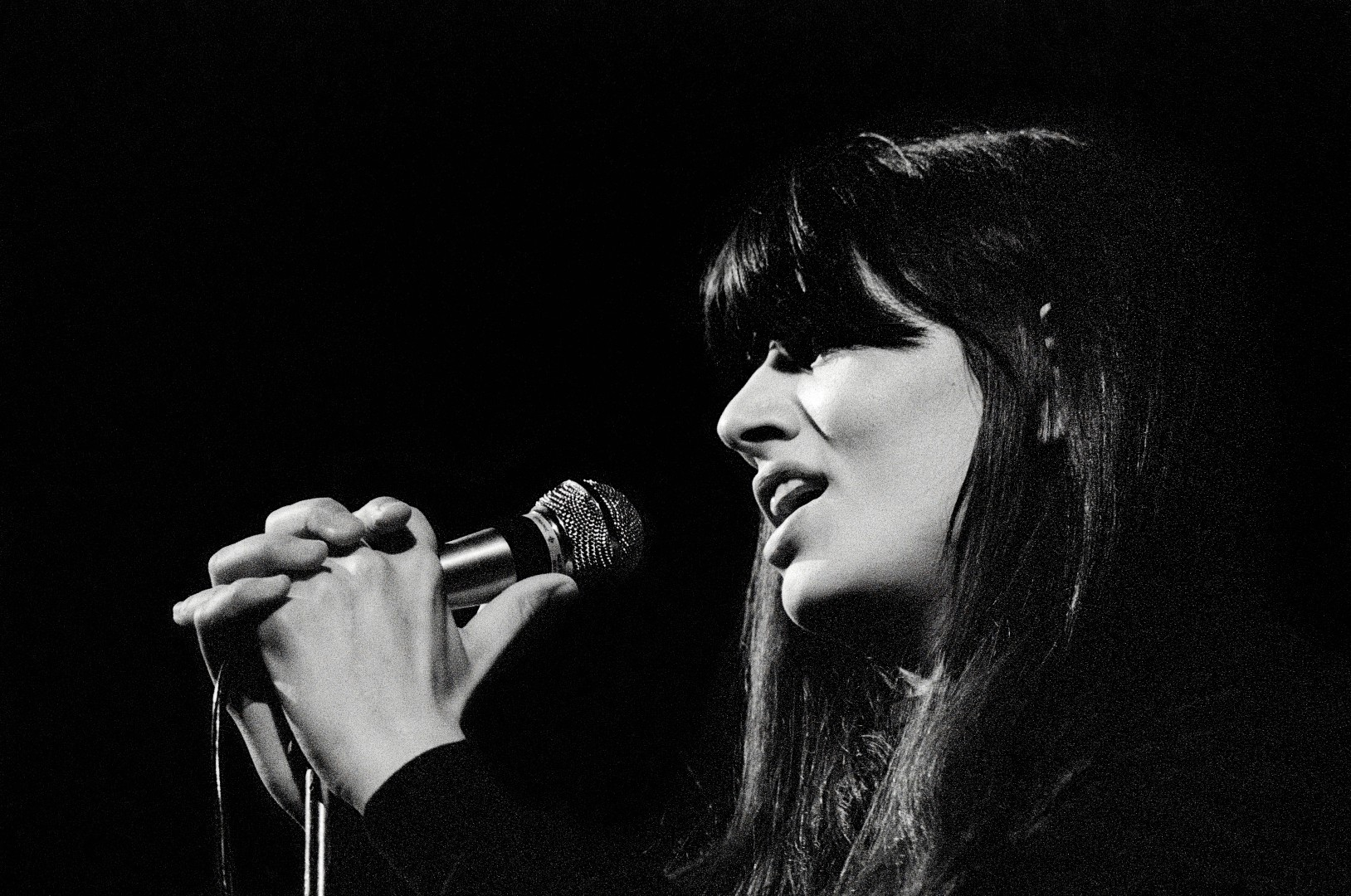
Екатерина Рибейро в 1972 году.

Некоторые деятели культуры провозглашают себя либертариями, но не не соглашаются с ярлыком „анархисты“. Примером может послужить Альбер Камю, однако стоит отметить также таких личностей как Андрэ Бретон, Жака Превер, Борис Виан, Роберт Деснос, Катрин Рибейро, Этьен Рода-Жиль, Огустэн Гомес-Аркос, а также из сферы кино Жан-Пьер Моки и Луиса Бюнюэль.
Для политолога Жана-Жака Гандини « либертарный идеал […] хочет быть сопряжён со свободой, равенством и социальной справедливостью в обществе индивидуальных субъектов, задающих планку своей собственной судьбе».

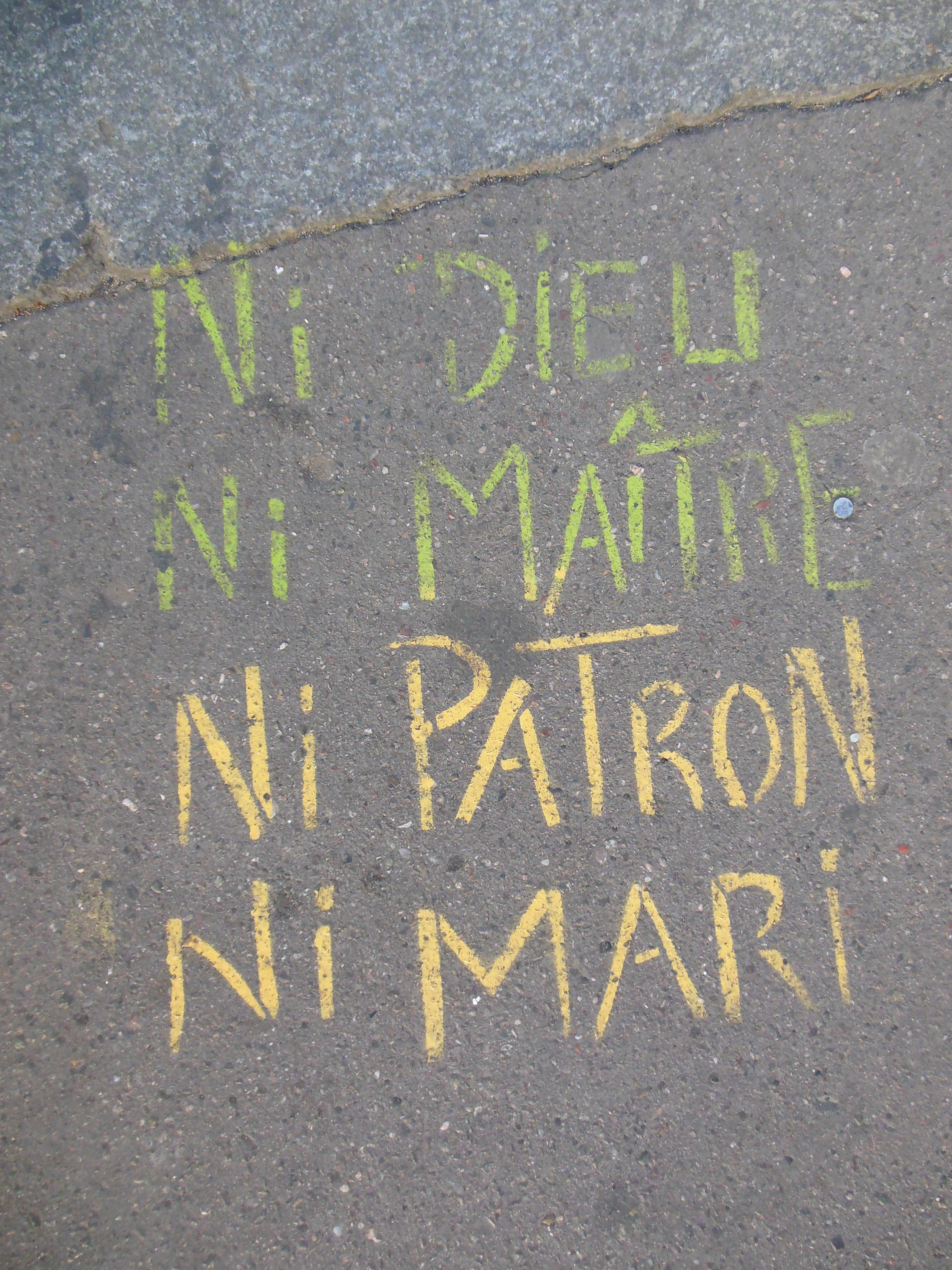
Граффити, Париж, 2012.

В 2009 в исследовании Магали Пирот для Общества исследования коллективной автономии (Квебек) сообщество либертарных феминисток «Ainsi Squattent-Elles!» обозначает либертарную культуру, как " запрет на легитимную судебную власть, средства правовой защиты без промежуточных действий и форма организации, характеризующаяся автономией, прямой демократией и децентрализацией власти «.
После Второй мировой войны некоторые теоретические концепции либертарного муниципализма или зелёного анархизма не имеют практики и теории полностью растворяясь в рабочем историческом анархизме (исторически наиболее распространённое либертарное течение во Франции), и имеют тенденцию принимать практическую и политическую важность в анархизме сегодня.
Ирэн Перейра в своей докторской диссертации по социологии задаётся вопросом: „Чем является либертарность сегодня? Каково наследие духа мая 68 сегодня“[…] Дух мая включает в себя три составляющих: социалистическая, демократическая и контр-культурная. Одно из достояний мая 68 состоит в попытках нахождения баланса в либертарной практике. Сегодняшние либертарные практики включают в себя попытки вытеснить несогласия между универсалистскими и конкретными требованиями, действием масс и интересами меньшинств, равенством и свободой… в рамках возвращения социальной критики.»
И социолог Миммо Пюкиарей (либертарный муниципалист) в продолжение: « Либертарии 2000 года, продолжая выражать своё либертарное восприятие и большую солидарность к наиболее неимущим, больше не являются носителями мечты о Большом Вечере (Grand Soir) или стремящимися к созданию рая на Земле. Всё же благодаря своим повседневным практикам и поднимаемой проблематике (какими будут свобода и справедливость в лучшем мире?) они продолжают искать пути к утопии.»
Согласно политологу Франсэ Дюпюи-Дэри: "Принципы либертарного социализма находят своё воплощение в 1970—1980 годах в антиавторитарных, антииерархических социальных движениях, которые представляют военную организацию, как свободное, автономное, управляемое своими членами пространство, в котором развивается путём обсуждения чувство общности, равенство и свобода. Подобное восприятие продолжает самоутверждаться в антиглобалистском движении, которое возникло в конце 1990 годов, через впечатляющие уличные манифестации во время беспорядков в Сиэтле в 1999 к мобилизации против саммита G8, проводимого в 2007 году в Германии, так же как и в его глобальной структуре, его альтернативных СМИ, его художественном производстве и его радикальных лагерях на социальных форумах.

## Википедия: проект либертарный или либертарианский?
В 2005 журнал Le Monde называет Википедию «сетевой либертарной энциклопедией», уточняя: "Этот проект онлайн энциклопедии нетипичен, близок к либертарной утопии. Потому что она полностью составлена добровольцами — любой человек может её дополнить и обогатить. Она также публикуется некоммерческой компанией. Дух этой глобальной деревни познаний был заложен Джимми Уэйлсом демократическим, общинным, кооперативным.
Согласно социологу Доминику Кардону, «Интернет и Википедия оживили древнюю культурную и политическую форму, которая уже была представлена в социальных движениях, в частности в традиции анархизма. Это место выражения, которое допускает разнообразие, без постоянных представителей, без делегирования полномочий, с решениями, принятыми консенсусом.
Как и в хакерской культуре, сеть не свободна от меритократической иерархии: те, кто наиболее активен в коллективе, оказываются в центре.
Тем не менее, основатель Википедии провозглашает себя объективистом, как и писатель и философ Айн Рэнд, чьи труды выступают за капитализм, близкий к либертарианской философии. Несмотря на то, что объективисты бросают вызов либертарианцам, а их версия о капитализме прежде всего моральна, нельзя отрицать определённый политический разрыв между объективизмом и политическими позициями, которые обычно называют либертарными.

## Споры и путаницы
Поскольку определение «либертарий» менее радикально, чем термин «анархист», который часто ассоциируется с пропагандистскими нападками, а также с движением панков, он гораздо более широко утверждается и одобряется, в том числе личностями, чья практика не полностью согласуется с либертарной философией. Меньше, чем анархизм, либертарность также является источником сомнительных мыслей и ассоциаций и подмены понятий. Поэтому широко принятое анархистами использование этого термина во избежание двусмысленности термина анархизм не является полным успехом.
Первоначально, с середины XIX века, понятие «либертаризм» употреблялось в антибуржуазном и просоциалистическом контексте, и только в 1950-е годы стало популярным его «капиталистическое» использование, которое в настоящее время обычно связано с термином «либертарианство».
Либертарная идеология даже в своем индивидуалистическом варианте полностью отличается из либертарианства, выступая за равенство и бросая вызов религии (либертарный атеистический рационализм). Так, французский антрополог и философ Рувен Огиен в очерке о политической свободе «Государство делает нас лучше?» демонстрирует, что радикальная индивидуальная свобода вполне может быть согласована с не менее радикальным эгалитарным идеалом. Политическая концепция, которую защищает Огиен, " является либертарной (или разрешительной) с точки зрения морали, и эгалитарной с экономической и социальной точки зрения «. Либертарианство же ссылается на экономические теории, стремящиеся уменьшить роль государства в защите частной собственности и на капиталистические политические партии, претендующие на неё. Путаница между понятиями, тем не менее, распространена, особенно в случае перехода с английского на французский и наоборот. Англоговорящие люди склонны называть либертариев либертарными социалистами или левыми либертарианцами.
В противовес анархистскому и эгалитарному происхождению термина „либертарии“ марксистский философ и социолог Мишель Клускард ввел синтетическое выражение „либерально-либертарный“ в своей книге „Неофашизм и идеология желания“ (1972), чтобы осудить моральный разрешительный характер левых студентов мая 1968 года, который он рассматривает как контрреволюционный. Это выражение относится к стилевым фигурам, но с тех пор было заявлено некоторыми людьми, в первую очередь депутатом Европарламента Даниэлем Кон-Бендитом или режиссёром Романом Гупилем, что значило начало его фактического существования.
Жан-Люк Беннахмиас, хотя и имеет полностью социал-демократический политический и личный курс, в последнее время претендует на понятие «социал-либертарная демократия».
На региональных выборах 2015 года в регионе Иль-де-Франс «Открытая унитарная Либертарная Федерация (FLUO)» по инициативе уходящего регионального советника Сильвена де Cмета представляет списки, состоящие из членов Пиратской партии, сообщества «Каннабис без границ», диссидентов Европейской Экологической Партии Зелёных (EELV), а также деятелей ассоциативного движения (AUP, « Свободная партия», Союз сексуального труда и т. д.).

## Цитаты
• Говоря об Уильяме Годвине: "В его глазах социальное неравенство представляло собой высшую несправедливость, а традиционная собственность — камень преткновения; подобно Бабёфу, он рассматривал прежде всего земельные вопросы; но, либертарный демократ, он ничего не ждал от правителей или политических партий и рассчитывал для достижения коммунизма только на индивидуальное совершенствование и на мирную и легальную эволюцию. "- Жорж Лефевр, Французская революция, Университетские прессы Франции, том II, 1957, стр. 608.
• "Слово «либертарий» изначально введено для того, чтобы выделять отличие от анархизма, который был более радикален. [ …] Изобретение либертарного термина вписывается в тенденцию тогдашнего общественного движения к появлению прилагательных, оканчивающихся на «-тарный» («коммунитарный», «эгалитарный»,…), из которых можно сделать предположение, что оно не чуждо распространению слова «пролетариат» в социалистической лексике. Присвоение классификатора анархистским течением рабочего движения, несомненно, является результатом его удобства для обозначения оппозиции так называемому «авторитарному» течению. Кроме того, он носит позитивные коннотации и, вероятно, позволил активистам публично определить себя в то время, когда его приверженность анархизму приводила к серьёзным проблемам с правосудием, например, после того, как «негодный закон» от июля 1894 года прямо запретил любой «акт анархической пропаганды». Хотя многие группы или мыслители (например, философ Мишель Онфрей или политикан Филипп Коркуфф) сегодня могут определить себя как либертарии, не придерживаясь анархистских доктрин, термин «либертарий» остается довольно четко связанным с анархистским движением и его ценностями. "- Симон Лак, Социология либертарного внедрения в современную Францию, 2008, стр. 9, термин «либертарный» и его дифференцированные присвоения.
• "Либертарная и анархистская представляют собой, скорее, две стороны, положительную и отрицательную, одной и той же приверженности : утверждение, с одной стороны, что все должно исходить из человеческой свободы и поощрять её, отказ, с другой стороны, от любой формы господства или власти. В последние годы, особенно во Франции, усиливается скандальный характер термина «анархист» в условиях, когда мониторинг и подавление так называемого «анархо-автономного движения» являются приоритетами учреждений внутренней разведки. "- Жан-Кристоф Ангаут, Анархизм и Либерализм, Демаркация, 2011, Страница 2.Либертарная приверженность современной Франции, 2008, Страница 9, термин «Либертарный» и его дифференцированные присвоения.
• "Анархисты вообще отвергают распространенную концепцию анархии (используемую средствами массовой информации и политическими властями). Для них порядок рождается от свободы, а силы порождают беспорядок. Некоторые анархисты будут использовать термин «акратия» (от греческого « kratos», власть), поэтому буквально «отсутствие власти», а не термин «анархия», который кажется им двусмысленным. Точно так же некоторые анархисты скорее склонны использовать термин «либертарии».